# Tomás Bretón
Tomás Bretón y Hernández (ur. 29 grudnia 1850 w Salamance, zm. 2 grudnia 1923 w Madrycie) – hiszpański kompozytor, dyrygent i pedagog.

## Życiorys
Uczył się gry na skrzypcach w Salamance. Ze względu na ciężką sytuację materialną w wieku 12 lat musiał podjąć pracę zarobkową, zatrudniając się w orkiestrze teatralnej. W 1865 roku rozpoczął studia w konserwatorium w Madrycie, gdzie uczył się gry na skrzypcach u Juana Dieza i kompozycji u Emilio Arriety. Studia ukończył w 1872 roku, otrzymując (wspólnie z Ruperto Chapím) pierwszą nagrodę. Grywał w kawiarniach i teatrach, był także dyrygentem orkiestry w Teatro Retiro. W 1881 roku dzięki stypendium przyznanemu przez Królewską Akademię Sztuk Pięknych odbył podróż do Włoch, Wiednia i Paryża. Po powrocie do Hiszpanii dyrygował orkiestrą w Barcelonie, gościnnie także orkiestrą opery w Madrycie i Sociedad de Conciertos Sinfónicos de Madrid. W 1896 roku został członkiem Królewskiej Akademii Sztuk Pięknych. W 1901 roku objął posadę dyrektora Królewskiego Wyższego Konserwatorium Muzycznego w Madrycie. Odznaczony Krzyżem Wielkim Orderu Cywilnego Alfonsa XII.
Reprezentował narodowy kierunek w muzyce hiszpańskiej. W swoich artykułach występował przeciwko dominacji opery włoskiej. Uprawiał rdzenny hiszpański gatunek sceniczny, zarzuelę, z których największy sukces odniosła jednoaktowa género chico La verbena de la paloma (wystawiona w 1893 roku w Madrycie). Skomponował ponadto kilka oper (w większości do własnych librett), oratorium, utwory chóralne i orkiestrowe, muzykę kameralną i pieśni.